# Apanteles symithae
Apanteles symithae är en stekelart som beskrevs av Bhatnagar 1948. Apanteles symithae ingår i släktet Apanteles och familjen bracksteklar. Inga underarter finns listade i Catalogue of Life.